# HMS Marne (G35)
«Марна» (англ. HMS Marne (G35) — військовий корабель, ескадрений міноносець типу «M» Королівського військово-морського флоту Великої Британії за часів Другої світової війни.
Ескадрений міноносець «Марна» був закладений 23 жовтня 1939 року на верфі компанії Vickers-Armstrongs у Ньюкасл-апон-Тайн. 30 жовтня 1940 року він був спущений на воду, а 2 грудня 1941 року увійшов до складу Королівських ВМС Великої Британії.
Есмінець взяв активну участь у бойових діях на морі в Другій світовій війні, бився у Північній Атлантиці, на Середземному морі, біля берегів Франції, Англії та Норвегії, супроводжував арктичні, середземноморські та атлантичні конвої, підтримував висадку союзних військ в операціях «Смолоскип» та «Нептун». За проявлену мужність та стійкість у боях бойовий корабель відзначений чотирма бойовими відзнаками.
16 серпня 1957 року разом з однотипними есмінцями «Мілн», «Метеор», «Матчлес» проданий Туреччині, де після модернізації був перейменований на TCG «Маршал Февзі Чакмак» та 29 червня 1959 року увійшов до складу ВМС Туреччини. Корабель служив до 1971 року поки не був списаний і згодом розібраний на брухт.

## Бойовий шлях

### 1942
11 червня 1942 бойовий ескорт З'єднання «W» у складі лінійного корабля «Малайя», крейсерів «Карібдіс», «Кеніа» і «Ліверпуль», есмінців та інших бойових кораблів, супроводжувало авіаносці «Ігл» й «Аргус» в операції «Гарпун» — спробі британців провести на обложену Мальту конвой з 6 транспортних суден.
Операція «Гарпун» проводилася одночасно з іншим конвоєм союзників, що прямував на острів з Єгипту — операцією «Вігорос». Обидва конвої перевозили значну кількість продовольства та майна на Мальту, що серйозно потерпала в умовах багаторічної облоги країнами Осі. Однак обидві спроби прорватися закінчилися провалом.
1 липня 1942 року після повернення до Британських островів корабель увійшов до групи далекого прикриття конвою PQ 17.
4 липня Адміралтейство отримало повідомлення про вихід у море лінкора «Тірпіц» і перший морський лорд адмірал флоту Д.Паунд віддав наказ «Конвою розсіятися!», а супроводжуючі конвой бойові кораблі відкликали для перехоплення «Тірпіца», усі транспортні судна кинули напризволяще. Як з'ясувалося згодом, інформація про вихід німецького лінкора виявилася неточною, тоді як конвой, залишений без захисту, став легкою здобиччю німецьких підводних човнів і торпедоносців. Як наслідок, 22 транспорти та 2 допоміжних судна із складу конвою були потоплені. 7 липня «Марна» повернувся до Ісландії, а 13 липня здійснив перехід до Скапа-Флоу.
9 вересня 1942 року «Марна» приєднався до конвою PQ 18, який під потужною охороною йшов до Архангельська. «Марна» діяв у складі далекого ескорту з 16 есмінців, який очолював крейсер «Сцилла». У ході переходу конвой зазнав численних нападів німецьких підводних човнів та літаків Люфтваффе.
З 12 по 15 вересня 1942 року конвой піддався інтенсивній атаці 35 пікіруючих бомбардувальників Ju 88A-4 KG 30 та 42 торпедоносців KG 26 (I/KG 26 з 28 He 111H-6 та III/KG 26 з 14 Ju 88A-4). Тактикою дії німецьких літаків був одночасний та взаємоузгоджений напад торпедоносців та частки бомбардувальників на головні сили ескорту, які відволікали бойові кораблі від транспортних суден, і у цей час авіагрупа III/KG 26 потужною торпедною атакою, відомою як «золота гребінка», нищила беззахисні транспортники.
На фоні бомбардування кораблі та судна союзників одночасно атакували німецькі підводні човни. Частка з них була потоплена ескортом. Так, есмінець «Фолкнор» потопив U-88, «Імпульсів» — U-457 та «Онслоу» у взаємодії з палубною авіацією ескортного авіаносця «Евенджер» — U-589. Однак, попри затятий спротив кораблів ескорту, тільки за 12 вересня вісім суден з сорока було потоплено німцями. 14 вересня британський танкер MV «Ателтемлер» був пошкоджений внаслідок торпедної атаки U-457 і згодом затонув. Ще два транспортних судна затопила німецька авіація на підходах до Мурманської бухти. Загалом під час переходу загинуло 13 суден.

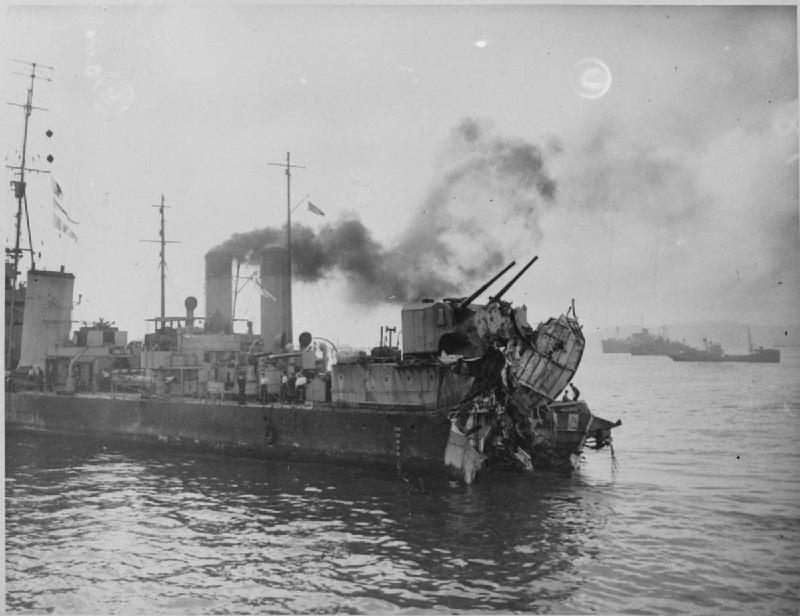
Британський есмінець «Марна» після зазнаних уражень у наслідок торпедної атаки. Листопад 1942

16 вересня есмінець приєднався до головних сил флоту для супроводження конвою QP 14, що повертався з СРСР до Лох-Ю у Шотландії. 65 бойових кораблів супроводжували невеличкий транспортний конвой з 17 суден
У цілому конвой QP 14 втратив шість кораблів та суден, тільки один U-435 встиг потопити чотири союзних судна. 21 вересня екіпаж «Марни» врятував льотчиків літаючого човна «Каталина», що був збитий німецьким підводним човном U-377.
3 листопада 1942 року есмінець «Марна» увійшов до конвою KMS 1, що прямував до Гібралтару з подальшою участю в операції з висадки морського десанту на узбережжя Французької Північної Африки. Есмінці «Марна» й «Веномос» ескортували плавучу майстерню «Віндіктів» та плавучу базу «Гекла», що мали забезпечувати корабельний склад сил вторгнення.
12 листопада плавуча база «Гекла» була атакована німецькою субмариною U-515 західніше Гібралтару. В ході бою есмінець «Марна» зазнав пошкоджень від ураження торпедою та через структурні пошкодження був відбуксований до Гібралтару, де став на ремонт, а згодом переведений до корабельні Англії.

### 1943—1944
Ремонт корабля тривав понад рік, тільки у березні 1944 року есмінець «Марна» повернувся до лав Королівського флоту, 23 березня прибув до головної військово-морської бази в Скапа-Флоу, де був включений до 3-ї флотилії есмінців.
30 березня 1944 року есмінець був включений до складу сил, що готувались до проведення операції «Тангстен» — атаці палубною авіацією королівського військово-морського флоту Великої Британії німецького лінкора «Тірпіц». Британське командування побоювалося, що цей єдиний лінкор, що лишився у німців і переховувався в Алта-фіорді, після ремонту знову стане загрозою стратегічно важливим арктичним конвоям, які доставляли вантажі до Радянського Союзу. Знищення лінкора дозволило б звільнити кілька важких бойових кораблів, що дислокувалися у Північному морі для протидії «Тірпіцу».
3 квітня 1944 року літаки з п'яти авіаносців завдали удару по «Тірпіцу». Британські льотчики на 42 пікіруючих бомбардувальниках Fairey Barracuda у супроводі 80 винищувачів зустріли серйозний опір німців. Й хоча п'ятнадцять авіабомб вразили ціль, німецький лінійний корабель суттєвих збитків не зазнав. Через два місяці він знову увійшов до строю. Втрати британців склали чотири літаки, дев'ять льотчиків загинули.
20 квітня 1944 року «Марна» вийшов у черговий похід до Кольської затоки, супроводжуючи крейсер «Дайадем» і ескортні авіаносці «Фенсер» і «Актівіті» куди без втрат прибули 23 квітня.